# Viișoara (okręg Teleorman)
Viișoara – wieś w Rumunii, w okręgu Teleorman, w gminie Viișoara. W 2011 roku liczyła 1889 mieszkańców.